# 입북동
입북동(笠北洞)은 경기도 수원시 권선구의 행정동이다. 법정동인 입북동과 당수동을 관할한다. 수원시 서부에 위치하며, 의왕시·안산시와 경계를 이루는 지역이다. 안산시, 의왕시, 군포시에서 수원시에 갈 때 대개 이 지역을 거치기 때문에 서수원의 관문이라고 할 수 있다. 도농복합지역으로 전체면적의 96%가 그린벨트 지역이며, 농업진흥지역이다.

## 법정동
- 입북동
- 당수동(堂樹洞)

## 교육

### 수원시권선구사립전문대학
- 수원여자대학교

## 아파트
| 단지명                       | 건설사       | 시행사                    | 주소                                                                | 입주       | 비고 |
| ---------------------------- | ------------ | ------------------------- | ------------------------------------------------------------------- | ---------- | ---- |
| 서수원 자이                  | 지에스건설㈜ | 금강지역주택조합          | 권선구 입북로 50                                                    | 2009년 2월 |      |
| 서수원 레이크 푸르지오 1단지 | 대우건설     | 에이치알원㈜              | 권선구 입북로77번길 62                                              | 2014년 2월 |      |
| 서수원 레이크 푸르지오 2단지 | 대우건설     | 에이치알원㈜              | 권선구 입북로77번길 61                                              | 2014년 2월 |      |
| 서수원 쌍용스윗닷홈          | 쌍용건설     | 데코씨앤에스㈜ ㈜진환건설 | 권선구 당진로31번길 51-18 (1단지) 권선구 당진로31번길 51-18 (2단지) | 2005년 9월 |      |